# Nahid Kiani
Nahid Kiani (n. 1 august 1998, Isfahan, Iran) este o sportivă ce a reprezentat Iran, medaliată olimpică. A participat la 2 ediții ale Jocurilor Olimpice (2020, 2024) în care a câștigat 1 medalie de argint.